# 살 비스쿠소

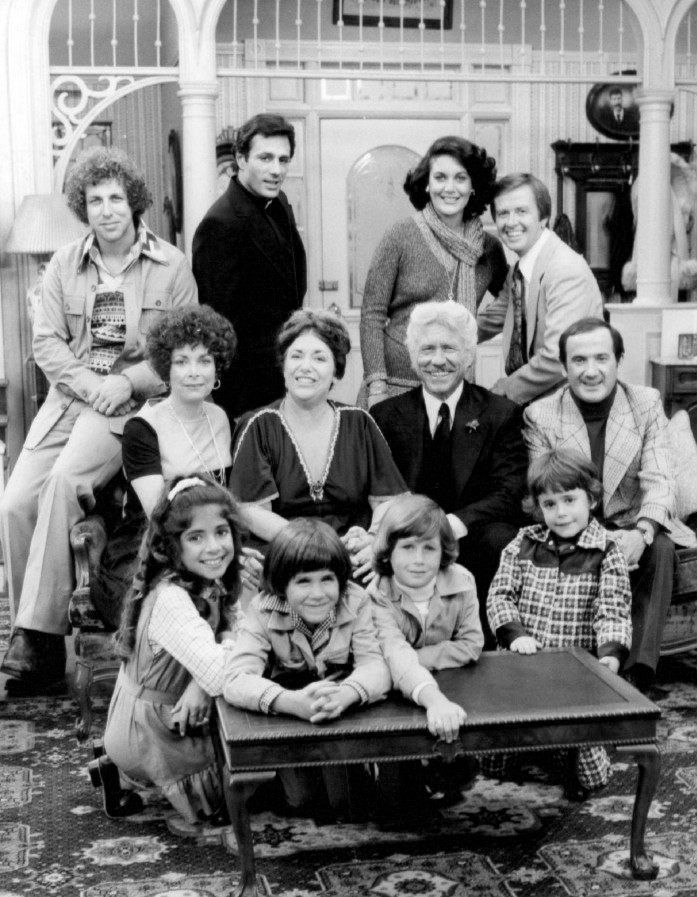

샐 비스쿠소(Sal Viscuso, 1948년 10월 5일 ~ )는 미국의 배우이다.
브루클린에서 태어났다.

## 출연 작품
- 디 아마티 걸스 (2000년)
- 대포알탄 사나이 (1997년)
- 덴티스트 (1996년)
- 피노키오 신드롬 (1996년)
- 키킹 앤 스크리밍 (1995년)
- 스페이스볼 (1987년)
- 제이크 스피드 (1986년)
- 탐정 스펜서 (1985년)
- 돌아온 맥스 듀간 (1983년)
- 도미닉은 못말려 (1980년)
- 월드 그레이티스트 러버 (1977년)

### 텔레비전
- 구조대 (1994년)
- 닥터슬론 (1993년)
- 달리는 사이먼 (1981년)
- 사랑의 유람선 (1977년)
- 매쉬 - 시리즈 (1972년)
- 매시 (1970년)